# Leptothorax buschingeri
Leptothorax buschingeri је инсект из реда Hymenoptera и фамилије Formicidae.

## Угроженост
Ова врста се сматра рањивом у погледу угрожености врсте од изумирања.

## Распрострањење
Швајцарска је једино природно станиште врсте.